# Carinola
Carinola község (comune) Olaszország Campania régiójában, Caserta megyében.

## Fekvése
A megye központi részén fekszik, Nápolytól 45 km-re északnyugatra valamint Caserta városától 30 km-re északnyugati irányban. Határai: Falciano del Massico, Francolise, Sessa Aurunca és Teano.

## Története
A települést a longobárd időkben alapították. A normannok uralkodása idején (11. század) grófi, majd püspöki székhely lett. A következő századokban nemesi birtok volt. A 19. században nyerte el önállóságát, amikor a Nápolyi Királyságban felszámolták a feudalizmust.

## Népessége
A népesség számának alakulása:

## Főbb látnivalói
- Santa Maria e San Giovanni Battista-katedrális
- Castello (középkori vár)